# Tragedia de los bienes comunales

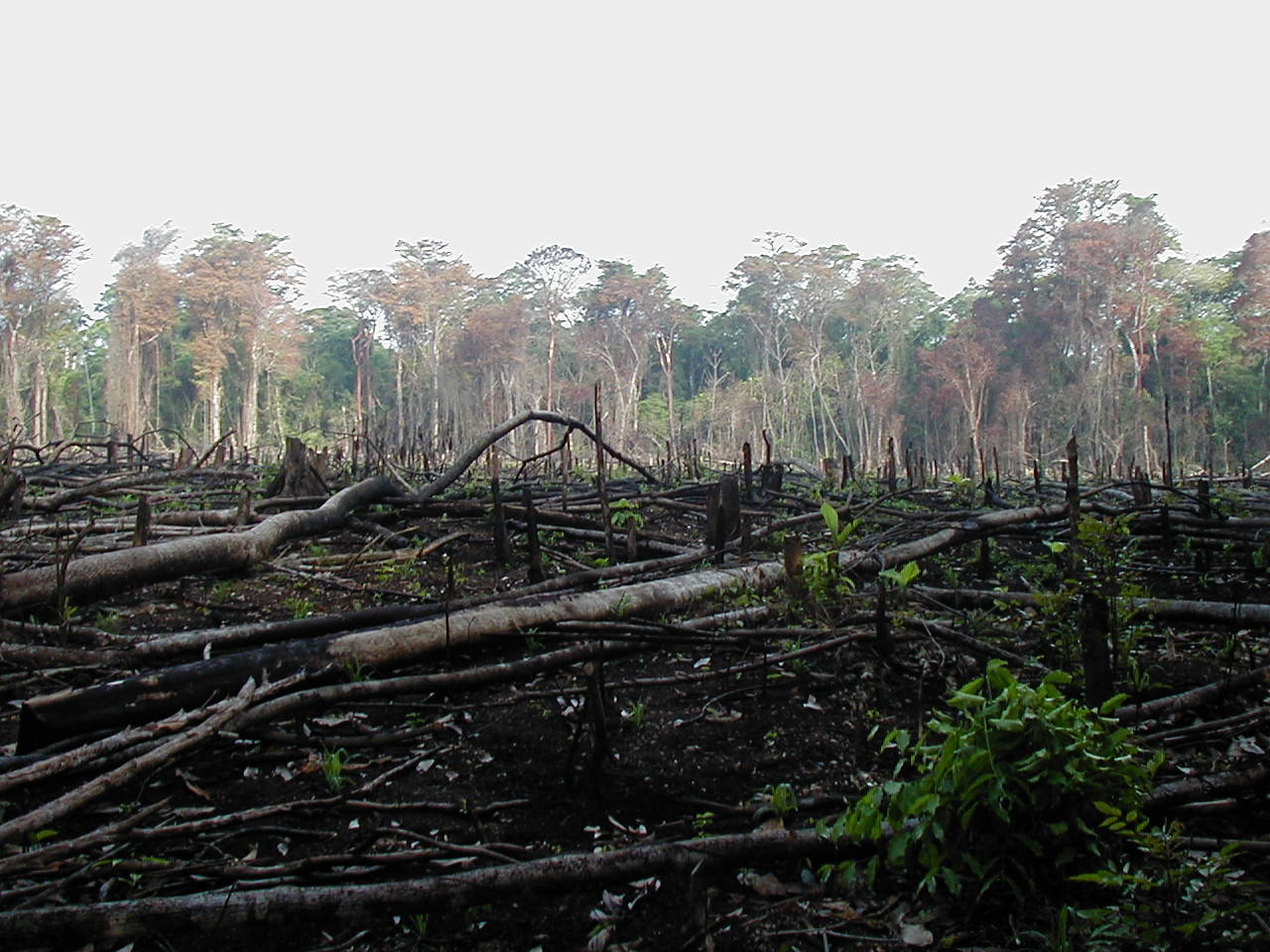
Incendio controlado en una zona de jungla con fines agrícolas, Sur de México.

La tragedia de los [bienes] comunales (en inglés: tragedy of the commons) es un dilema descrito por Garrett Hardin en 1968, y publicado en la revista Science. Describe una situación en la cual varios individuos, motivados solo por el interés personal y actuando independiente pero racionalmente, terminan por destruir un recurso compartido limitado (el común) aunque a ninguno de ellos, ya sea como individuos o en conjunto, les convenga que tal destrucción suceda. Hardin también argumenta que los recursos manejados a nivel comunitario son más vulnerables al uso excesivo e irracional, para lo cual es necesario que los gobiernos establezcan regulaciones. En otras palabras, la única manera de evitar una sobreexplotación de los recursos es la transformación de la propiedad comunal a propiedad privada o propiedad estatal.
Hardin utiliza el ejemplo para analizar la relación entre libertad y responsabilidad. A pesar de que su trabajo ha sido duramente criticado por otros autores, la publicación del mismo dio comienzo a un amplio debate sobre el análisis del comportamiento humano en las áreas de economía, psicología, teoría de juegos, política, sociología, medio ambiente, etc.
Se considera que el dilema representa un ejemplo de trampa social en el que se enfatiza un conflicto social sobre el uso de los recursos comunes al implicar una contradicción entre los intereses o beneficios de los individuos y los bienes comunes o públicos. En palabras de Barry Schwartz: 

¿Cómo escapar del dilema en el que muchos individuos actuando racionalmente en su propio interés, pueden en última instancia destruir un recurso compartido y limitado, incluso cuando es evidente que esto no beneficia a nadie a largo plazo? [...] Nos enfrentamos ahora a la tragedia de los comunes globales. Hay una Tierra, una atmósfera, una fuente de agua y seis mil millones de personas compartiéndolas. Deficientemente. Los ricos están sobreconsumiendo y los pobres esperan impacientes a unírseles.
Barry Schwartz

## El ejemplo de Hardin

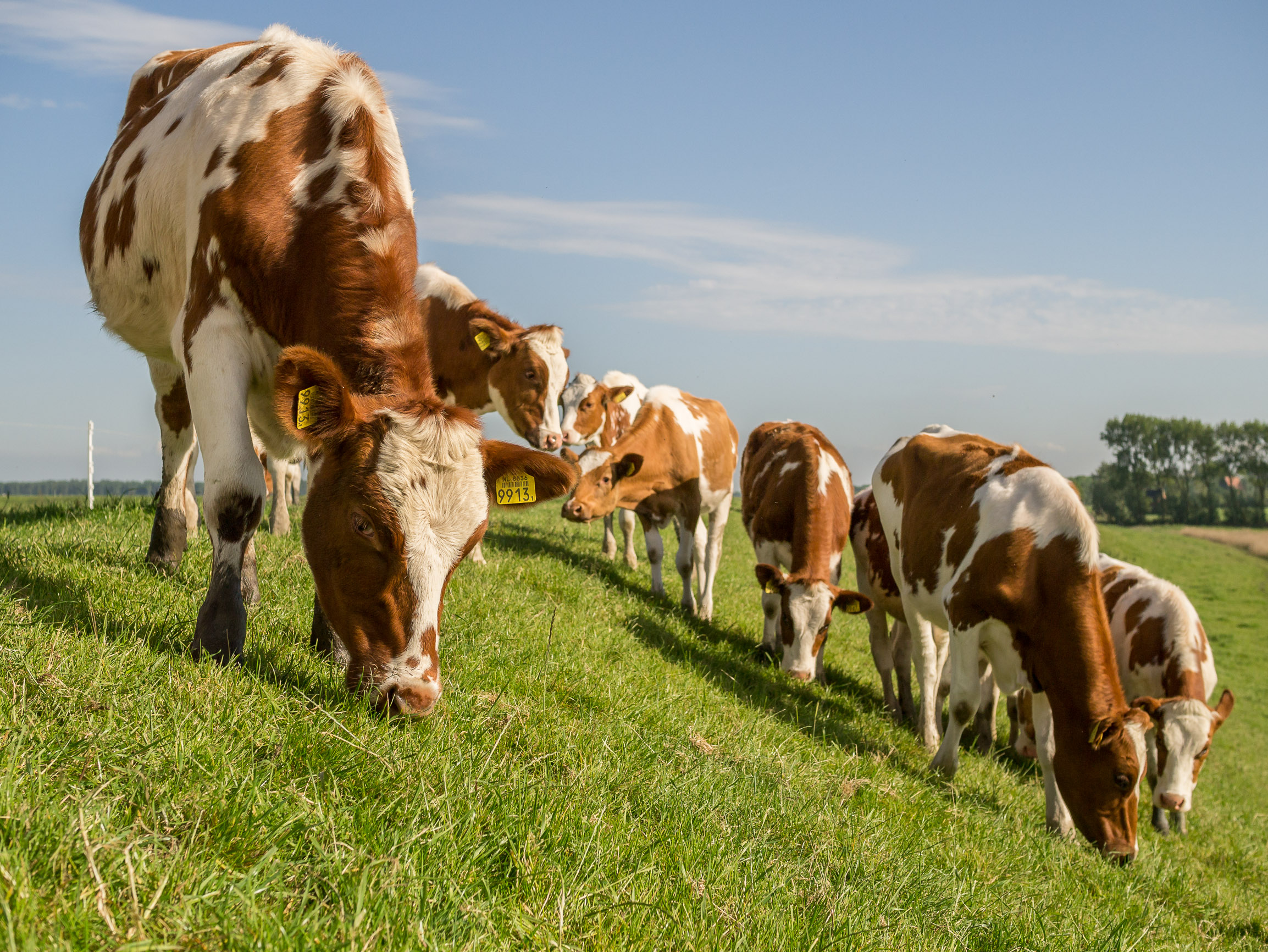
Hardin ilustró su escenario con un grupo de pastores que deciden aumentar el número de animales en sus respectivos rebaños.

El ejemplo que Hardin ofrece se basa en un escenario descrito inicialmente por el matemático británico William Forster Lloyd (1794-1852) que estaba interesado en asuntos de demografía. Él ofrece el ejemplo imaginario en su Two Lectures on the Checks to Population (Oxford, England: Oxford University Press, 1833). En los términos de Hardin, se puede resumir así: imagínese un pastizal cuyo uso es compartido entre un número cualquiera de individuos. Cada uno de esos pastores tiene un número dado de animales en ese pastizal. Los pastores observan que a pesar de ese uso, queda suficiente pasto no consumido como para pensar que se podría alimentar aún a más animales. Consecuentemente, uno tras otro lo hacen. Pero en algún punto de ese proceso de expansión de la explotación del pastizal, la capacidad de este para proveer suficiente alimento para los animales es sobrepasada, consecuentemente, todos los animales perecen debido al agotamiento o sobreexplotación del recurso.

## Discusión
Es necesario tener presente que, tal como otros antes que él (por ejemplo: Thomas Malthus y el mismo William Forster Lloyd), Hardin estaba principalmente interesado en el problema de la sobrepoblación. Teniendo esto en consideración se puede sugerir que el problema estaría quizás ejemplificado más claramente si se concibiera, en lugar de un número dado de pastores que incrementan su ganado, un incremento del número de pastores —producto del crecimiento demográfico— todos ellos con los suficientes animales como para mantener a sus familias. Si bien en ambos casos finalmente se llega al punto en el que la capacidad del pastizal para proveer mantenimiento es sobrepasada, el segundo caso enfatiza el aspecto sobre el que Hardin desea atención: no importa cual sea el recurso que interese, el crecimiento de la población (ver transición demográfica) finalmente fuerza primero a imponer controles sobre su uso y, más tarde, sugiere Hardin, sobre el número de personas que pueden aspirar a vivir en ese hábitat. Sin embargo el ejemplo de Hardin tiene la ventaja que resalta otro aspecto que él busca enfatizar: la fuerza de la racionalidad económica. Cada pastor encuentra conveniente aumentar el número de sus animales aun cuando sepa que eso impone costos adicionales sobre la comunidad: él obtiene los beneficios del uso extra mientras que el costo es compartido o recae mayormente sobre otros (ver: externalidades). En su ensayo, Hardin se concentra en el uso de recursos naturales extensos pero limitados (tales como la atmósfera y el océano) pero al mismo tiempo lo contrasta con el concepto de «comunes negativos» (contaminación, etc.) argumentando que la falla de solucionar el problema del uso racional restringido de recursos comunes conlleva la introducción de costos comunes.
Para Hardin, el centro del asunto trata de la relación estructural o institucional (legalizada) entre los principios de libertad, responsabilidad y necesidad y el mal uso —abuso y demanda sin límites o restricciones (exceso de derechos de uso o ausencia de derechos de preservación)— sobre los recursos naturales, mal uso en general debido u ocasionado por el crecimiento de la población y cuya solución se encuentra en la restricción incremental de algunos derechos o libertades (últimamente, el derecho a reproducción). En sus palabras: 

Quizás el resumen más sencillo del problema de la población humana es el siguiente: los recursos comunes, si acaso justificables, son justificables solamente bajo condiciones de baja densidad poblacional. Conforme ha aumentado la población humana han tenido que ser abandonados en un aspecto tras otro... De alguna manera, poco después vimos que los recursos comunes como áreas para deposición de basura también tenían que ser abandonados. Las restricciones para la eliminación de desechos domésticos en el drenaje son ampliamente aceptadas en el mundo occidental; continuamos en la lucha para cerrar esos espacios a la contaminación por automóviles, fábricas, insecticidas en aerosol, aplicación de fertilizantes y centrales de energía atómica... Cada nueva restricción en el uso de los recursos comunes, implica restringir la libertad personal de alguien. Las restricciones impuestas en un pasado distante son aceptadas porque ningún contemporáneo se queja por su pérdida. Es a las recientemente propuestas a las que nos oponemos vigorosamente; los gritos de «derechos» y de «libertad» llenan el aire. ¿Pero qué significa libertad? Cuando los hombres mutuamente acordaron instaurar leyes contra los robos, la humanidad se volvió más libre, no menos. Los individuos encerrados en la lógica de los recursos comunes son libres únicamente para traer la ruina universal; una vez que ven la necesidad de la coerción mutua, quedan libres para perseguir nuevas metas. Creo que fue Hegel quien dijo: «La libertad es el reconocimiento de la necesidad».
Hardin, op. cit.

Por su parte, Berkes et al. (1989) establecen cuatro sistemas de derecho de propiedad. Primeramente, los recursos de acceso libre, para los cuales no existe un límite definido de propiedad. Por ejemplo, los mares y la atmósfera. Segundo, el sistema de propiedad privada, en el cual los recursos son manejados por un individuo o una corporación, los cuales tienen la habilidad de excluir a otros y restringir el uso. Tercero, en un sistema de propiedad comunal, los recursos son manejados por una comunidad de usuarios quienes regulan el uso. Dichos recursos se caracterizan por una dificultad de restringir el acceso (debido principalmente al elevado costo) y al hecho inevitable de que cada individuo, al extraer algún tipo de recurso, afecta directamente la capacidad de uso de otras personas. Por último, el sistema de propiedad estatal, en el cual el manejo de los recursos se lleva a cabo por el gobierno, quien es el encargado de manejar y controlar el acceso a dichos recursos.
En ese contexto, Berkes et al. (1989) argumentan que un manejo exitoso de los recursos también puede obtenerse sin necesidad de privatización o controles gubernamentales. Por ejemplo, en las comunidades dependientes de los bosques se ha implementado varios acuerdos para manejar los recursos. Por ejemplo, a través de cooperativas, las cuales poseen una política de membresía cerrada y el control del espacio mutuo, manejando eficientemente los recursos comunes y debido a que son autorreguladas, más flexibles que las regulaciones estatales. De todas formas, cabe resaltar que debido a la complejidad de los sistemas socio-ecológicos, es difícil determinar si el éxito (o fracaso) en el manejo sostenible de recursos naturales comunes está vinculado a algún régimen de derechos de propiedad.

## Interpretaciones del ejemplo
El ejemplo puede ser entendido como una metáfora por el argumento que el acceso libre e irrestricto a un recurso «comunal» finito conduce a la sobreexplotación y el agotamiento —ya sea temporal o permanente— del mismo. Sin embargo es necesario considerar la supuesta tragedia con algún cuidado. Más que nada el ejemplo es una simplificación de relaciones estructurales generales y las posibles consecuencias de tales relaciones, no una descripción precisa o histórica (ver criticismo más abajo). Tampoco se debe entender como implicando una condena de la situación descrita —específicamente, como una crítica a la propiedad comunal.— Hardin comentó que su posición ha sido a menudo mal entendida, y que debería haber llamado a su ensayo «La tragedia de los comunes desregulados». Es posible que este problema se deba a su uso del «terreno común» (especialmente dado que el término evoca el común medieval) como ejemplo de utilización sin regulación. Se puede alegar con fuerza (ver por ejemplo Radkau, op. cit) que ese común medieval no corresponde a una situación de uso sin regulación, sino una que, por el contrario, estaba fuertemente normada. La afirmación que tales comunes conducían necesariamente a la sobreexplotación y la ruina común fue, se ha sugerido, una derivada del interés de algunos de transformar esa propiedad común ya sea en privada o estatal (o ambos). (Se ha sugerido que, a menudo, es el caso que tales privatizaciones o estatizaciones producen resultados peores que el uso común)
Sin embargo esta interpretación —y a pesar de las restricciones conceptuales sugeridas— no es totalmente arbitraria sino una derivada de observaciones concretas, existiendo numerosos ejemplos entre los cuales quizás el que parece más apropiado a este artículo es el común de Boston que fue —finalmente— terminado como tal debido a su sobreexplotación como pastizal (transformándose en un parque). Esto ha dado lugar a una amplia discusión acerca de la interpretación, implicaciones y causas de la supuesta tragedia. -Radkau, por ejemplo, alega que la «verdadera tragedia de los comunes» se debe al uso desconsiderado de lo común motivado por «reformas agrarias» (Radkau, op. cit).- Entre esas interpretaciones una de las que ha tenido más influencia es la que se puede llamar «interpretación misiana»:

Si la tierra no es posesión de alguien, a pesar de que formalmente se pueda llamar propiedad pública, es utilizada sin consideración a las desventajas resultantes. Aquellos que están en la posición de apropiarse asimismo de las ganancias —madera y caza de las forestas, peces de las áreas de aguas y depósitos minerales del subsuelo— no se preocupan de los efectos posteriores de su explotación. Para ellos, la erosión del suelo, agotamiento de los recursos no renovables y otras descapacitaciones de utilizaciones futuras son costos externos que no entran en sus cálculos de ingresos y producción. Ellos cortan árboles sin considerar sus reemplazos o la reforestación. En la pesca y la caza ellos no vacilan en utilizar métodos que previenen la repoblación de las fuentes de pesca o caza.

## Interpretación favorable a la responsabilidad individual sobre los bienes
Ya Aristóteles había argumentado —contra la propuesta de Sócrates a favor de la propiedad común— alegando que: 

El sistema propuesto ofrece todavía otro inconveniente, que es el poco interés que se tiene por la propiedad común, porque cada uno piensa en sus intereses privados y se cuida poco de los públicos, si no es en cuanto le toca personalmente, pues en todos los demás descansa de buen grado en los cuidados que otros se toman por ellos, sucediendo lo que en una casa servida por muchos criados, que unos por otros resulta mal hecho el servicio.
Aristóteles: Política, Libro II, cap. I.

Posteriormente —en el periodo de la fundación del liberalismo— Luis de Molina, uno de los grandes representantes de la Escuela de Salamanca afirmó que los propietarios individuales toman mejor cuidado de sus bienes que de lo que es común. Esta misma percepción está en la base del argumento de Adam Smith contra lo que ahora se llama sociedades anónimas[cita requerida] (ver riesgo moral). 
Situaciones similares fueron también discutidas por teóricos de procesos agrícolas a partir de fines del siglo XVIII, pero esos pensadores habían utilizado el argumento en favor del proceso de cercamiento —argumentando básicamente que el dilema se debe a la sobreexplotación de un recurso cuando no existe el interés y la responsabilidad individual en su conservación, debido a que el recurso no es propiedad privada y carece de dueño particular: «si algo es de todos, nadie lo cuida y se termina acabando», mientras que Hardin mismo —de acuerdo a Radkau— lo utiliza como justificación de un incremento de la acción gubernamental u otros organismos reguladores (Radkau, op. cit.).

## Implicaciones político-económicas
En el ensayo original, Hardin sitúa el problema básico en la expansión incontrolada de la población, sugiriendo que la solución pasa por el control del derecho a la procreación a través de la imposición de medidas coercitivas adoptadas por acuerdo común. En su Managing the Commons (1979) —escrito conjuntamente con John A. Baden— Hardin estudia esta sugerencia más a fondo. En la práctica sólo un país —la República Popular China (véase Control poblacional de la República Popular China)— ha tomado medidas, que se podrían considerar congruentes con esta propuesta, (a pesar de que es altamente debatible si la política del hijo único ha sido adoptada por acuerdo común). Por otro lado, una variedad de países han introducido legislación que posibilita al público elegir e implementar medidas de control de la natalidad.
Sin embargo, encontrar una solución a la supuesta tragedia en su versión restringida —entendida como la situación que lleva necesariamente a su sobreexplotación y consecuentemente al agotamiento debido al abuso «irracional» del recurso— ha sido uno de los problemas subyacentes de la filosofía y economía política. Generalmente tales propuestas de solución dependen de la implementación de medidas de restricción del acceso a tales recursos, restricción controlada por alguna autoridad superior a la comunidad misma o algún agente externo (organismos nacionales o internacionales, etc). Alternativamente se tiende a transformar el recurso común en propiedad privada, asumiendo que los propietarios privados harán un uso más racional de los recursos, buscando no sólo utilizarlo sino preservarlo.
Otras soluciones se derivan de la aplicación del teorema de Coase. Este establece, en relación con lo presente, que si las externalidades se trataran como mercaderías —es decir, estuvieran sujetas a la compraventa— el mercado llevaría a resultados eficientes, sin importar el régimen de propiedad. El modelo general sugiere que el sistema debería ser uno, en el cual, los usuarios pagasen por las consecuencias negativas del uso del bien común, costo que podría variar con la escasez y nivel de la demanda de este. Ejemplos de esta aproximación son los llamados impuestos pigouvianos, las ecotasas; el impuesto Verde; el impuesto sobre el carbono, etc. Se alega que tal aproximación no solo conllevaría la preservación de los recursos comunes sino que incluso podría extender la ventaja de esa «explotación preservativa» a sectores no directamente involucrados, transformando tal preservación en interés común más amplio. Por ejemplo, Costa Rica habría exitosamente expandido las ventajas del «turismo ecológico» a través de la consideración —costeando en sumas reales— los «servicios consumidos» por la polución.

## Crítica del concepto
El ambientalista radical Derrick Jensen afirma que la tragedia de los bienes comunes se utiliza como propaganda para la propiedad privada. Dice que ha sido utilizado por la derecha política para acelerar el cierre definitivo de los «recursos comunes» del tercer mundo y los pueblos indígenas de todo el mundo, como parte del Consenso de Washington. Sostiene que en situaciones reales, a quienes abusan de los bienes comunes se les habría advertido que desistieran y si fracasaban se les impondrían sanciones punitivas. Dice que en lugar de llamarse «La tragedia de los comunes», debería llamarse «la tragedia del fracaso de los comunes».
David Harvey tiene una crítica similar, señalando que «El despojo de las poblaciones indígenas en América del Norte por colonos “productivos”, por ejemplo, se justificó porque las poblaciones indígenas no produjeron valor».  La pregunta en general: «¿Por qué, por ejemplo, no nos centramos en la metáfora de Hardin en la propiedad individual del ganado en lugar de en el pasto como algo común?».
En muchos casos la tragedia de los bienes comunes ha sido usada por países desarrollados como pretexto para introducir agentes reguladores u outsourcing en países poco desarrollados, para la «adecuada» explotación de sus recursos naturales, (habitualmente los países desarrollados no tienen recursos, pero tienen industria y tecnología), también los países desarrollados pueden corromper fácilmente a los gobiernos subdesarrollados para que se deje explotar o se privatice un recurso natural, lo que causa que la riqueza generada se quede mayormente en los países desarrollados y estratos sociales altos del gobierno, causando un fenómeno llamado la maldición de los recursos.
Uno de los supuestos de la tragedia de los comunes es que la comunidad como tal es incapaz de lograr acuerdos racionales sobre el uso de recursos comunes o, aún en el caso de lograrlos, es incapaz de obligar a su cumplimiento. Partiendo de esto, se sugiere que la única solución posible es introducir un agente externo a la comunidad que actúe tanto como regulador como garante de tales regulaciones. Eso, en la práctica, se concreta ya sea en el poder estatal o en actores privados motivados por sus propios intereses o, quizás más a menudo, en una mezcla de ambos: la propiedad de los bienes comunes es transferida a individuos cuyos derechos son salvaguardados por el estado. Sin embargo tal asunción es cuestionable. El trabajo de Elinor Ostrom (premio Nobel de Economía 2009) muestra, en las palabras del comunicado informando de la otorgación del premio, que: «Elinor Ostrom ha desafiado la concepción tradicional de que la propiedad común es mal manejada... concluye que los resultados son, más a menudo que no, mejores que los predichos por las teorías estándares. Observa que los utilizadores de los recursos frecuentemente desarrollan sofisticados mecanismos de decisión y aplicación de reglas para manejar conflictos de interés, y caracteriza las reglas que promueven resultados positivos» (Ver Recursos comunes).
Así pues algunos han afirmado que la «tragedia de los comunes» no corresponde necesariamente a la realidad —ver, por ejemplo Appell (op. cit.)—, y que aunque lo fuera, la solución no requiere necesariamente actores externos que impongan racionalidad: la comunidad es capaz de encontrar sus propias soluciones. Este punto ha sido enfatizado por los partidarios del movimiento cooperativo.
Otras críticas que se hacen a la tesis de Hardin son:
- Que confunde la gestión comunal con el libre acceso a los recursos. La propiedad comunal es una forma de propiedad privada, y como tal está regulada, generalmente por normas de carácter consuetudinario, y los no propietarios están excluidos de su usufructo.[29][30]

- Que la realidad empírica evidencia que el tipo de propiedad existente sobre los recursos naturales no influye necesaria y exclusivamente en su degradación o uso sostenible.[31]

## El dilema de los comunes
El dilema de los comunes es una clase específica de dilema, en el que, los intereses egoístas a corto plazo de las personas son incompatibles con los intereses colectivos a largo plazo del bien común. Los investigadores del dilema han estudiado condiciones bajo las cuales, grupos y comunidades, pueden sobreexplotar o perder eficiencia sobre los recursos comunes en el laboratorio y en el campo.
Los programas de investigación han concretado factores de motivación, estrategia y estructurales, que podrían conducir a la gestión de los comunes. En la teoría de juegos, en la que se construyen modelos matemáticos para los comportamientos de los individuos en situaciones estratégicas, el «juego» correspondiente, desarrollado por Garrett Hardin, es conocido como CC-PP Game, Commonize Costs-Privatize Profits Game (comparte costes – privatiza beneficios)

### Factores psicológicos
En un análisis de la investigación experimental sobre la cooperación en el dilema de los comunes, Kolepman, Weber y Messick (2002), identificaron nueve clases de variables independientes que influenciaban la cooperación: Motivos sociales, de género, de recompensa, de incertidumbre, de poder y de estatus, tamaño del grupo, comunicación, causas y finalmente, entorno.
Organizaron estos factores y distinguieron entre factores individuales (rasgos de personalidad estables) y factores externos (el entorno). Los factores externos incluyen la tarea (Estructura social y decisión) y la percepción de la tarea. Otro factor importante - que no está cubierto en el análisis de Kolepman et al (2002) - es la cultura. Los resultados empíricos apoyan los argumentos teóricos de que el grupo cultural es un factor crítico que precisa ser estudiado en el contexto de variables externas (Gelfand & Dyer, 2000). Más que comportarse en un sentido de incentivos económicos, la gente aceptaría cooperar bajo el contexto de oportunidades adecuado (Weber et al., 2004). Una expansión, modelo cuatro de la lógica de oportunidades, (four factor model of the Logic of Appropriateness) (Kolepman, 2009; Myers & Kolepman, 2012), sugiere que la cooperación está mejor explicada bajo la pregunta: «¿Qué hace (reglas) una persona como yo (identidad) en una situación como ésta (reconocimiento) dada la cultura (grupo)?».

### La Tragedia de los Comunes en relación con el autocontrol
Una elección de autocontrol implica hacer una elección entre un pequeño pero próximo interés, y otro grande, pero lejano (Rachlin 1974). Esto está relacionado con la Tragedia de los Comunes porque trata la discusión entre la elección de intereses a corto plazo e intereses a largo plazo. En esta situación específicamente, una persona elige su propio interés a corto plazo, que afectará a toda la sociedad de forma negativa. Por ejemplo, cuando una persona decide fumar en un lugar público, se están complaciendo sus intereses a corto plazo, pero a término de largo plazo, están perjudicando tanto su propia salud, como la salud de los demás. Esto demuestra el principio de la Tragedia de los comunes. En función de superar la tragedia, la gente puede usar la estrategia del compromiso previo; el individuo toma una decisión anticipada, la cual será difícil o imposible de cambiar posteriormente. (Rachlin & Green 1972). Por ejemplo, la sociedad puede aprobar legislación que puede hacer ilegal fumar en áreas públicas o incrementar las tasas del tabaco, en función de hacer que la decisión de fumar en lugares públicos sea más difícil.
El concepto «social discounting» no solo tiene en cuenta la decisión del individuo entre sus intereses a corto y largo plazo, sino que, además, tiene en cuenta la posibilidad de beneficiar a alguien cercano. En el estudio de Brian Jones y Howard Rachlin sobre social discounting descubrieron que, la mayoría de los participantes, estarían dispuestos a renunciar a una cantidad hipotética de dinero para poder entregar 75$ a otra persona (Jones & Rachlin, 2005). Este estudio demostró que la gente está dispuesta a ser generosa con las personas cercanas, lo que sugiere que el altruismo podría estar relacionado con social discounting. Dennis Fox profundiza aún más en los valores y las estructuras sociales, y cómo esto está directamente relacionado con la Tragedia de los comunes, en su artículo Psychology, Ideology, Utopia & the Commons.

### Factores estratégicos
Los factores estratégicos son también parte relevante del dilema de los comunes. Un factor estratégico reiterado, es el orden en el que los individuos cosecharán los recursos. Si los individuos juegan simultáneamente, toda la gente cosecha al mismo tiempo, mientras que en juego secuencial, la gente cosecha el bien común de acuerdo a una secuencia predeterminada. - Primero, segundo, tercero, etc.
Hay una consecuencia del orden clara en los juegos secuenciales: las cosechas de aquellos que llegaron primero (los líderes) son mayores a las de aquellos que llegaron más tarde (los seguidores). La interpretación de estos efectos es que los primeros jugadores se sienten con derecho a recolectar más. Con el juego secuencial, los individuos que llegan primero adoptan un principio de avaricia, mientras que los jugadores simultáneos adoptan un principio de igualdad.
Otro factor estratégico es la habilidad de construir reputaciones. Investigaciones destacan que las personas utilizan menos parte del bien común en situaciones públicas que en situaciones anónimas. Además, aquellos que cosechan menos ganan mejor prestigio e influencia dentro de su entorno social.

### Factores estructurales
Muchas investigaciones se han centrado en cuándo y por qué le gustaría a la gente reestructurar los comunes para prevenir una tragedia. Hardin se fijó en su análisis de la Tragedia de los comunes en que «La libertad en los comunes provoca que se arruine todo». Una de las soluciones propuestas es la designación de un líder para regular el acceso al bien. Los grupos son más propensos a ratificar a un líder cuando un recurso común está siendo agotado y cuando gestionar un bien común se considera una tarea difícil. Los grupos prefieren líderes electos, democráticos y prototípicos para el grupo, y estos tipos de líderes son más exitosos imponiendo cooperación. Existe una aversión general a los líderes autocráticos, aunque, quizá sería una solución efectiva, posiblemente por el miedo al abuso de poder y a la corrupción.
La disposición de recompensas y sanciones podría también ser efectiva en la preservación de los recursos comunes. Penalizaciones selectivas a la sobreexplotación pueden ser efectivas para promover la conservación del agua y la energía en los hogares. Elinor Ostrom, que fue galardonada con el Nobel en Economía en 2009 por su trabajo en el tema, y sus ayudantes apuntaron cómo en la vida real las comunidades gestionan los recursos comunes, como la pesca, los sistemas de regadío de los campos y tierras de cultivo, e identificaron un número de conductores del éxito de la gestión del recurso. Uno de los factores es el recurso por sí mismo; recursos con unos límites definidos pueden ser preservados más fácilmente. Un segundo factor: la dependencia de un recurso; debe haber una notable amenaza de agotamiento del recurso, y debe ser difícil encontrar sustitutos. El tercero es la presencia de una comunidad; población pequeña y estable con un grueso entramado social y normas que promueven la conservación. Una condición final son reglas básicas para la comunidad y procedimientos que incentiven los usos responsables y sanciones para los usos que causen sobreexplotación.

## Evaluación
Al menos parte de la controversia se origina en un desacuerdo sobre si los individuos necesariamente se comportaran de la manera ciegamente individualista que el ejemplo sugiere. Se ha argumentado que incluso individuos que persiguen el interés propio encontraran ventajoso cooperar, por lo menos en algunos casos, porque tal cooperación es útil no solo al interés común o de otros sino también al propio de cada uno de los individuos.
Se ha alegado también que la propuesta de Hardin a favor de derechos de explotación explícitamente definidos ha sido utilizada para promover los intereses político-económicos de los países desarrollados. G.N. Appell (op. cit.), por ejemplo, aduce que: «La propuesta de Hardin ha sido tomada como un texto sagrado por académicos y profesionales de la práctica de designar el futuro para otros e imponer su propia racionalidad económica y ambiental (o ecológica) sobre otros sistemas sociales de los cuales tienen una comprensión y conocimiento incompleto».
En la misma vena, se ha alegado que «la tragedia de los comunes» ha sido utilizada frecuentemente como un argumento a favor de la propiedad privada per se o —en el presente— de la privatización, sin examinar otras alternativas y, específicamente, el caso contrario: la tragedia de los anticomunes, en la cual individuos actuando racional, pero separadamente, derrochan —sub-utilizando— algún bien o recurso (ver consorcio y oligopolio). Desde este punto de vista se argumenta que ambos casos son ejemplos de derechos de propiedad mal definidos: en el primero, varias empresas o individuos tienen derechos conjuntos de uso de un determinado activo, pero ninguna de ellas (incluso en conjunto) tiene el derecho de regular el uso total o excluir a los demás de tal uso, mientras que la tragedia de los anticomunes sería un ejemplo de derechos de propiedad mal definidos por la razón opuesta: varias empresas tienen derechos conjuntos de uso sobre un determinado activo, pero además poseen un derecho absoluto de exclusión sobre el uso de tal activo, derecho que ejercen sin consideración de intereses comunales más amplios.

## Ejemplos en la biología y ecología
Estudios de ecología microbiana  han abordado si la disponibilidad de recursos modula el comportamiento cooperativo o competitivo en las poblaciones de bacterias. Cuando la disponibilidad de recursos es alta, las poblaciones bacterianas se vuelven competitivas y agresivas entre sí, pero cuando los recursos ambientales son bajos, tienden a ser cooperativos y mutualistas.
Los estudios ecológicos han hipotetizado que las competencia entre los animales son importantes en las zonas de alta capacidad de carga (ejem, cerca del ecuador), donde la biodiversidad es mayor, debido a la abundancia de recursos naturales. Esta abundancia o exceso de recursos hace que las poblaciones animales tengan estrategias de reproducción R (muchos descendientes, gestación corta, menos cuidado parental y poco tiempo hasta la madurez sexual), por lo que la competencia es asequible para las poblaciones. También la competencia podría seleccionar a las poblaciones para tener comportamientos R en una regulación de retroalimentación positiva. Por el contrario, en zonas de baja capacidad de carga (ejem, lejos del ecuador cerca de los polos), donde las condiciones ambientales son duras, el estratega K es común (las expectativas de vida más largas, producen relativamente menos descendencia y tienden a ser altriciales, lo que requiere un cuidado extenso por parte de los padres cuando son jóvenes) y las poblaciones tienden a tener comportamientos cooperativos o mutualistas. Si las poblaciones llegan a tener un comportamiento competitivo en condiciones ambientales hostiles, estas poblaciones en su mayoría se filtran (mueren) por selección ambiental, por lo tanto, las poblaciones en condiciones hostiles se seleccionan para ser cooperativas.
La hipótesis del mutualismo se describió por primera vez mientras Kropotkin estudiaba la fauna de la estepa siberiana, donde las condiciones ambientales son duras, descubrió que los animales tienden a cooperar para sobrevivir. En la selva amazónica, se observa una competencia extrema, donde la vida requiere poca energía para encontrar recursos (ejem, luz solar para las plantas), por lo que la vida podría permitirse ser seleccionada por factores bióticos (es decir, competencia) en lugar de factores abióticos.